# Ödleblad
Ödleblad (Houttuynia cordata) är en art i familjen ödlesvansväxter och förekommer naturligt i Asien, från Himalaja till östra Asien och Java. Arten odlas ibland som trädgårdsväxt i Sverige. Ödleblad upptäcktes som vildväxande i Sverige i norra Skåne i augusti 2018. Arten är monotypisk, det vill säga, den enda arten i släktet. Ödleblad växer i våtmarker, främst i skugga.
Ödleblad är en flerårig ört med tunna, krypande jordstammar. Nedre delen av stjälkarna är krypande, medan den övre delen är upprätt. De är kala eller håriga vid noderna, ibland purpurröda. Bladen är brett äggrunda till hjärtlikt äggrunda, vanligen 4–10 cm långa och 2,5– 6 cm breda, ofta rödaktiga på undersidan. Bladen har hjärtlik bas och utdraget spetsig spets. Blomställningarna blir oftast 1,5-2,5 cm långa och sitter på 1,5–3 cm långa skaft. Högbladen är vita och kronbladslika, 1-1,5 cm långa. Varje enskild blomma stöds av ett smalt stödblad. Frukten är en kapsel.
Under 2001 beskrevs ytterligare en art i släktet, Houttuynia emeiensis Z.Y.Zhu & S.L.Zhang. Det är fortfarande oklart om denna representerar en självständig art eller inte.

## Användning
Houttuynia Cordata är ätbar och används i flera asiatiska kök samt även i traditionell medicin. Bladen har en unik smakkombination med aromer av rå fisk, mynta och citrus, medan rötterna har en frisk och lätt pepparartad arom. Två av växtens aromämnen är metylnonylketon och myrcen. Bladen äts vanligen färska medan de spröda vita delarna av rötterna i nordöstra Indien stöts till chutney tillsammans med fisk och koriander eller kokas med fisk i fiskcurryrätter. I sydvästra Kina gör man salladsrätter på rötterna tillsammans med chili, koriander och en dressing av vinäger och soja. I Thailand äts de färska bladen som tilltugg till den nordliga och nordöstra versionen av köttfärsrätten ลาบ (lâab, larb).  I nordöstra Indien används bladen som garnering och i sallader, samt kokas tillsammans med fisk i fiskcurryrätter. I Vietnam, där ödleblad kallas diếp cá, äts de som tilltugg till grillat kött samt i nudelsalladsrätter. I Korea och Japan soltorkas växtens blommor och används till örtte. 

## Sorter

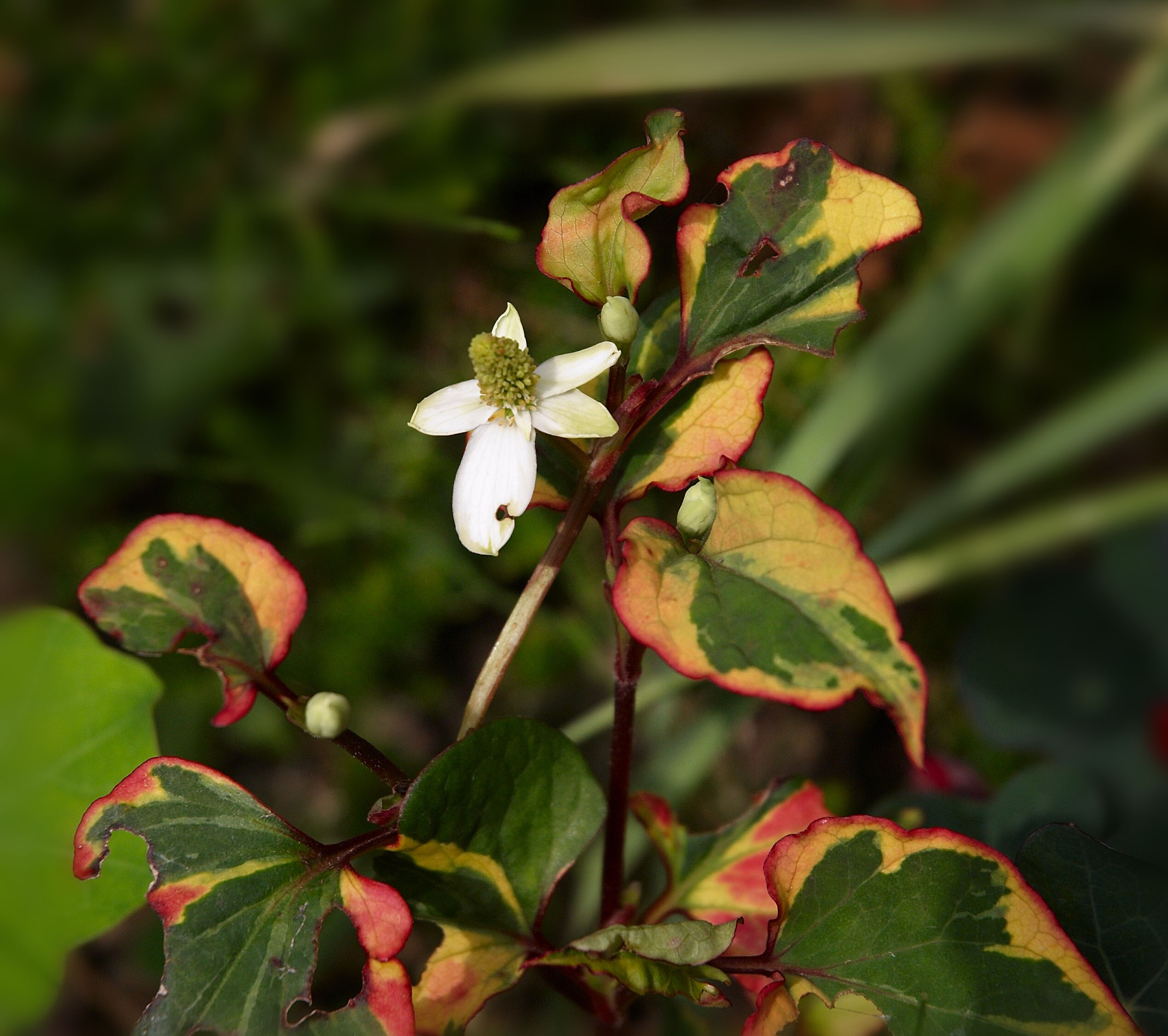
sorten 'Chameleon'.

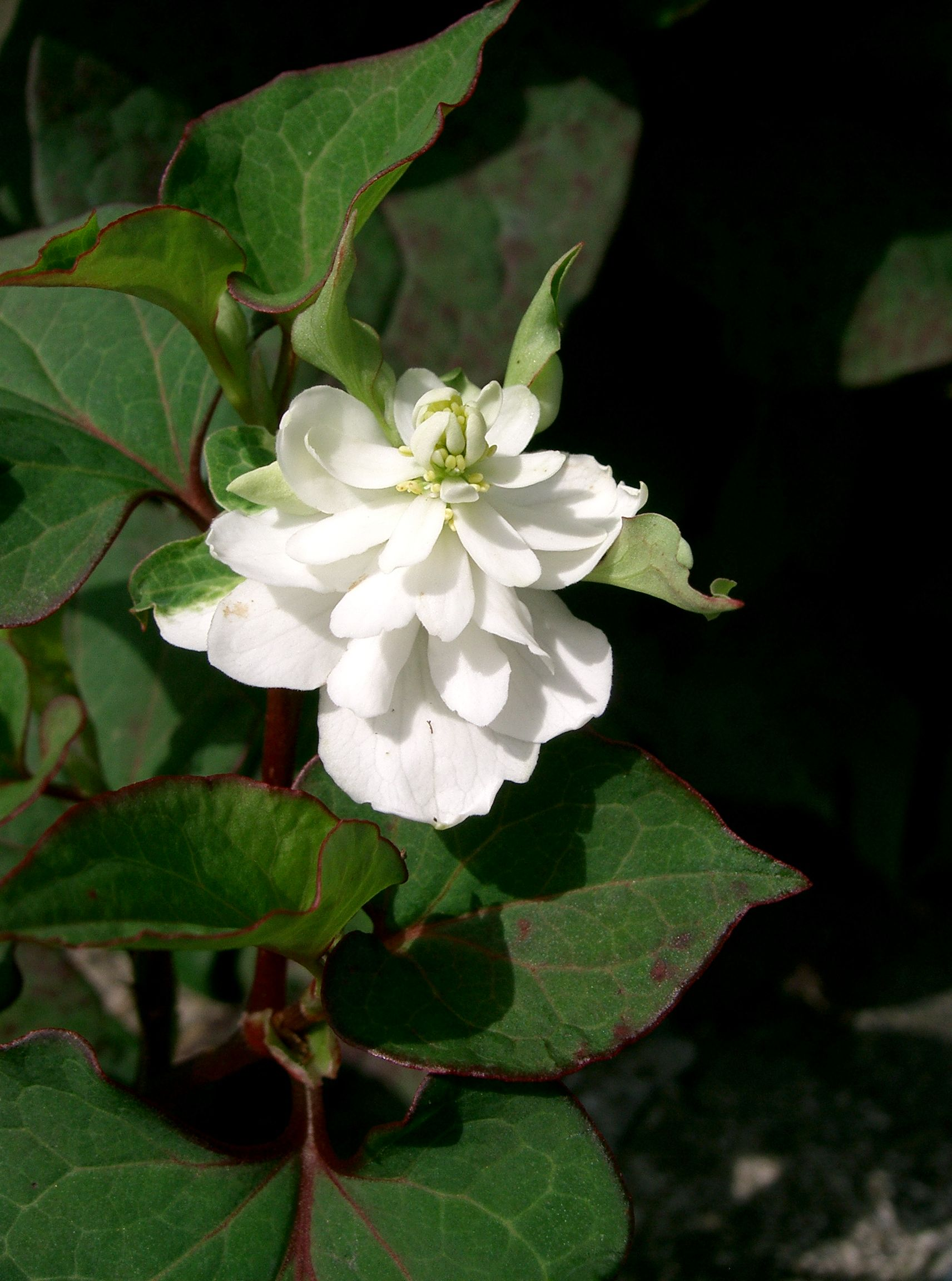
sorten 'Plena'.

Två sorter odlas som prydnadsväxter:
- 'Chameleon' - ('Variegata') har brokiga blad i grönt, gult och rött.
- 'Plena' - har extra många högblad.

## Synonymer
Houttuynia cordata f. polypetaloidea T.Yamaz. = 'Plena'
Houttuynia cordata f. viridis J.Ohara
Houttuynia foetida Loud.
Polypara cochinchinensis Loureiro
Polypara cordata (Thunb.) Kuntze